# Masta Huda

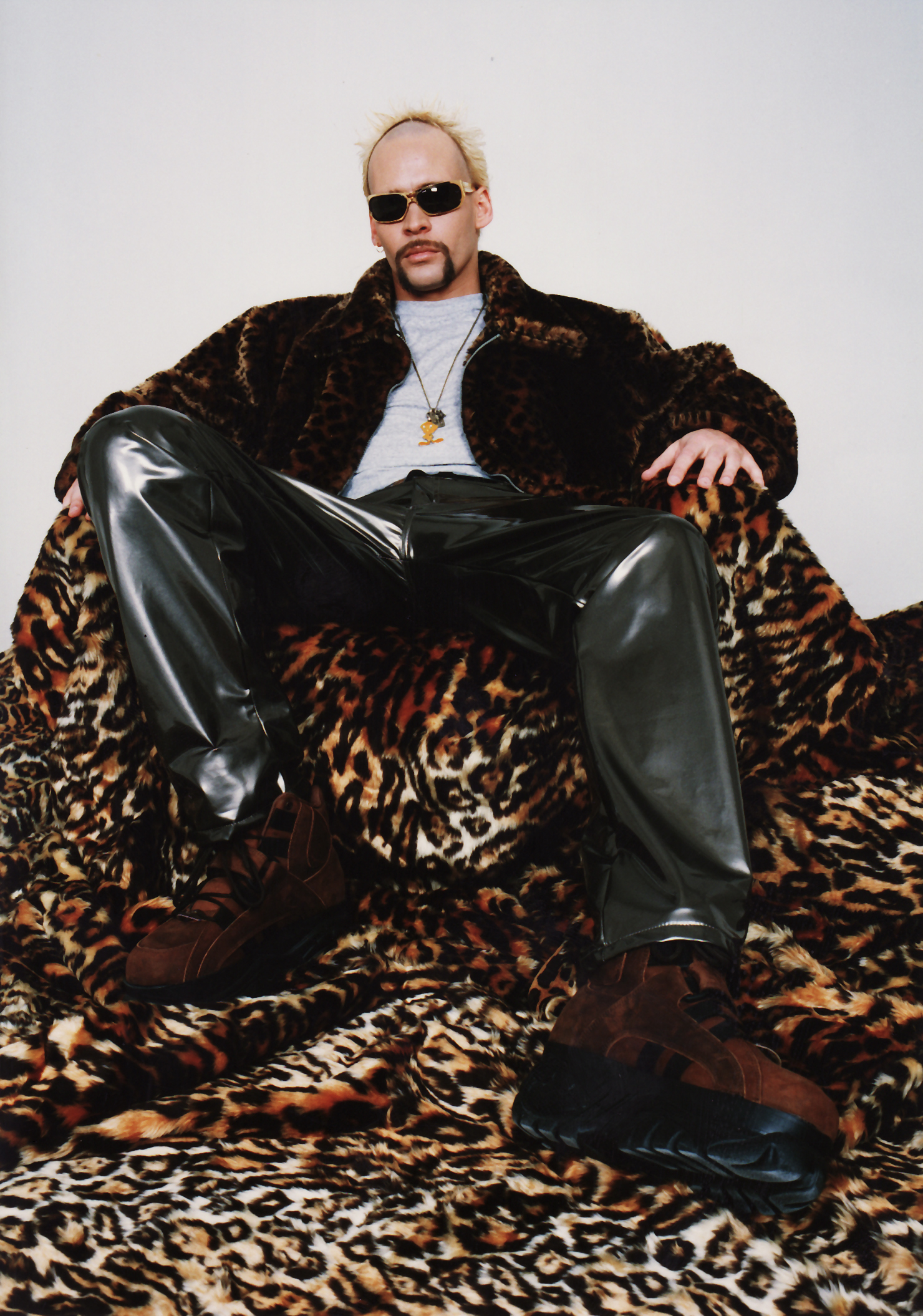
Masta Huda 1998

Masta Huda (* 14. Jänner 1970 in Wien; bürgerlich Christian Lisak) ist ein österreichischer DJ und Musikproduzent. Er erreichte mit der Hip-Hop Formation „Schönheitsfehler“ im Jahr 1993 kurzzeitig den 20. Platz der nationalen Hitparade. Er betreibt das Musiklabel Goldfish Records, in Brunn am Gebirge nahe von Wien.

## Jugend und Ausbildung
Masta Huda wurde 1970 als Sohn von Friedrich Lisak und Herta Stift in Wien geboren. Er besuchte die Volksschule und anschließend das Gymnasium, das er in der Unterstufe verließ. Nach einer kurzen Zeit in einer Höheren Technischen Lehranstalt hat er eine Lehre als Werkzeugmacher begonnen und 1987 abgeschlossen.

## Musikalische Anfänge
Masta Huda hatte 1985 begonnen, erste eigene Lieder auf seinem Commodore 64 zu produzieren. Zusätzlich mit einem Sampler ausgestattet, der es ihm ermöglichte, bis zu 1,8 Sekunden lange Musikstücke zu digitalisieren, was damals dem Stand der Technik entsprach, beschäftigte er sich mit Samples und Loops. Parallel dazu legte er in einem Lokal auf und absolvierte seine ersten Auftritte gemeinsam mit Toni Goldman, einem Reggaesänger, den er durch seine Arbeit in der Bar kennengelernt hatte.

### Illegal Movement
Masta Huda lernte CM-Flex 1988 kennen, der sich in Brooklyn mit der HipHop-Kultur beschäftigte und mit ihm ein gemeinsames musikalisches Projekt schuf. So gründeten CM-Flex als Rapper und Masta Huda als Produzent und DJ das Illegal Movement. Die Ergebnisse ihrer Zusammenarbeit präsentierten sie in selbst gestalteten Programmen für den damals vom Dachboden der Wirtschaftsuniversität Wien sendenden Piratensender 103,3. Dort funkten sie neben Hip-Hop-Songs bekannter Gruppen eigene Lieder.

## Engagement im Profigeschäft

### Schönheitsfehler
Als Masta Huda und CM-Flex 1992 auf die Gainful Gallivants trafen und sich mit ihnen zu Schönheitsfehler zusammentaten, hatten sie ihr erstes Album finalisiert. Dem neuen Projekt wurde jedoch Priorität eingeräumt, und so erschien ihre LP Da Fifth da Menschn erst nach der ersten Schönheitsfehler.-EP Broj Jedan. Dieses unter ihrem selbst gegründeten Label Duck Squat., dass auch den später erfolgreichen Hip-Hop Gruppen Texta und Total Chaos zu ihren ersten Platten verhalf. Schönheitsfehler hatte 1994 einen Fernsehauftritt in der ORF-Sendung X-Large. Darin konnte die Formation ihre Ideen erstmals einem breiten Fernsehpublikum bekannt machen. 
1996 wurden zwei Alben unter den Namen Putz di und Schönheitsfehler kommt veröffentlicht. Es folgte Airplay auf Ö3, die insbesondere den Song Immer schön langsam spielten und auf FM4, wo ihr Track Boom - Und Du Schaust Doom Aus Der Wäsch auf Platz 1 der Hörerhitparade war.

### Zusammenarbeit mit der Sängerin Bella Wagner beim  Eurovision Song Contest 2016
Masta Huda wurde 2017 beim Amadeus Austrian Music Award in der Kategorie „Songwriter des Jahres“ zusammen mit Bella Wagner und Hovannes Djibian für die Komposition des Songs „Weapons down“ nominiert.

## Diskografie - Produktionen
- 1993 Schönheitsfehler - Broj Jedan (EP, Duck Squad Records)
- 1994 Illegal Movement - Da fifth da Menschen (Album, Duck Squad Records)
- 1994 Schönheitsfehler - Schönheitsfehler isst... tot (EP, Duck Squad Records)[5]
- 1994 Total Chaos - Aus dem Wilden Westen (EP, Duck Squad Records)
- 1995 Das Gelbe vom Ei (Kompilation, BMG Ariola)
- 1995 Texta - Geschmeidig (EP, Duck Squad Records)
- 1995 Trapped Instinct - Alarm (Album, BMG Ariola)
- 1995 Trapped Instinct - Mississippi Calling (Single, BMG Ariola)
- 1996 Schönheitsfehler - Putz Di (Album, Duck Squad Records)[5]
- 1996 Schönheitsfehler - Schönheitsfehler kommt (Album, BMG Ariola)[5]
- 1996 Schönheitsfehler - Immer schön langsam (Single, BMG Ariola)[5]
- 1996 Trapped Instinct - I Like It (Single, BMG Ariola)
- 1997 Luv Lite Massive - Luv Lite Massive Vol. 1 (EP, gOLDfISh rECoRDs)
- 1997 Schönheitsfehler - Tum Sam Ja (Single, Duck Squad Records)[5]
- 1997 Luv Lite Massive - Luv Lite Massive Vol. 2 (EP, gOLDfISh rECoRDs)
- 1997 Trapped Instinct - Promo Tracks (Single, BMG Ariola)
- 1997 Der Yoo Baa Trieb - Top Hit Number One (Single, Trieb Traxxx Records)
- 1997 Trapped Instinct - Trapped Instinct (Album, BMG Ariola)
- 1998 Luv Lite Massive - Luv Lite Massive Vol. 3 (EP, gOLDfISh rECoRDs)
- 1998 Luv Lite Massive - Tequila (Single, Sony Music Entertainment)
- 1998 Luv Lite Massive - Luv Lite Massive Vol. 4 (EP, Sony Music Entertainment)
- 1998 C-Bra - Mother And Child (Single EMI Austria)
- 1998 C-Bra - Make Up Your Mind! (Single EMI Austria)
- 1999 Boris Bukowski - 6 (Echo ZYX Music)
- 1999 C-Bra - Papa Chico (Single EMI Austria)
- 1999 C-Bra - Love You Today (Single EMI Austria)
- 1999 C-Bra - Sunshine (Single EMI Austria)
- 1999 C-Bra - Mind Your Make Up (Single EMI Austria)
- 2000 Schönheitsfehler - SexDrugsAndHipHop (Single, Motor Music)[5]
- 2000 Schönheitsfehler - SexDrugsAndHipHop (Album, Motor Music)[5]
- 2011 Kinemathix - Fast Car (Single, gOLDfISh rECoRDs)
- 2011 Miss X - Psychodelic Loving Revolution (EP, gOLDfISh rECoRDs)
- 2012 Luv Lite Massive - The Very Best of Vol. 1-5 (Album, gOLDfISh rECoRDs)
- 2013 Stahlstadt - Lucky Look (Single, gOLDfISh rECoRDs)
- 2013 Be Cathy - Where Do I Begin (Single, gOLDfISh rECoRDs)
- 2013 Dora Deer - Where Do I Begin (Single, gOLDfISh rECoRDs)
- 2013 Vangarrett - Yo No Sé Mañana (Single, gOLDfISh rECoRDs)
- 2013 Foster - Money (Single, gOLDfISh rECoRDs)
- 2013 Illegal Movement - The Fifth Dimension (Album, gOLDfISh rECoRDs)
- 2014 Hot Pink Abuse - Sometimes (Single, gOLDfISh rECoRDs)
- 2014 Masta Huda - Best of Dubstep & Trip Hop (Album, gOLDfISh rECoRDs)
- 2014 New Neon - A Different Game (Single, gOLDfISh rECoRDs)
- 2014 Hot Pink Abuse - Mysterious Souls (Single, gOLDfISh rECoRDs)
- 2014 Bardarbunga - Circles (Single, gOLDfISh rECoRDs)
- 2014 New Neon - Everything Iz Different (Single, gOLDfISh rECoRDs)
- 2015 Bella Wagner - Your Song (Single, Kosmata)
- 2015 Hot Pink Abuse - Bridge of Wonder (Single, gOLDfISh rECoRDs)
- 2016 Bella Wagner - Weapons Down (Eurovision 2016 Austria, gOLDfISh rECoRDs)
- 2016 Bella Wagner - Cat People / Putting Out Fire (Single, gOLDfISh rECoRDs)
- 2016 VolDo - Keine echte Frau (Single, gOLDfISh rECoRDs)
- 2016 Masta Huda feat. La Gacelle - Sundown (Single, gOLDfISh rECoRDs)
- 2016 VolDo - Sweet Transvestite (Single, gOLDfISh rECoRDs)
- 2016 VolDo feat. Vlada - Shut Up / And Sleep With Me (Single, gOLDfISh rECoRDs)